# ロフォーテン干し魚博物館

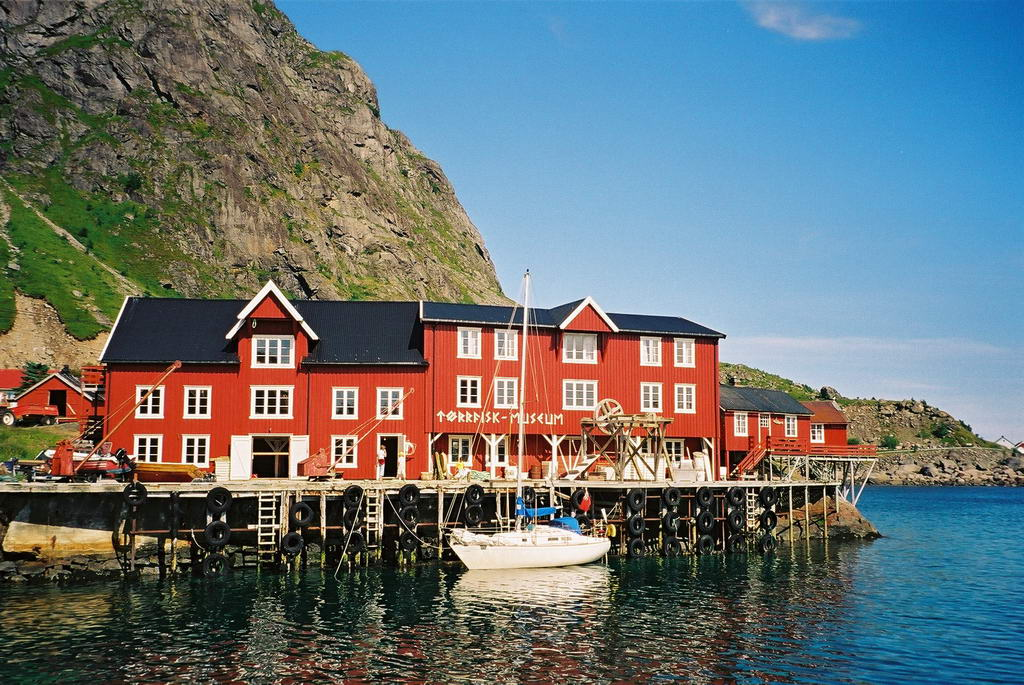
ロフォーテン干し魚博物館

ロフォーテン干し魚博物館（ロフォーテンほしざかなはくぶつかん、英語:Lofoten Stockfish Museum、ノルウェー語:Lofoten Tørrfiskmuseum）はノルウェーのノードランド郡のロフォーテン諸島のモスケネス市のÅという村にある博物館である。ノルウェー最古の輸出商品の1つであるノルウェーの干し魚の生産に焦点を当てている。
博物館は、昔の魚の水揚げ場を利用している。博物館には、魚が上陸してから最終的に梱包されて輸出できるようになるまでのプロセスが展示されている。ロフォーテン諸島のÅには、2つの博物館があり、もう1つはノルウェー漁村博物館（NorskFiskeværsmuseum）である。

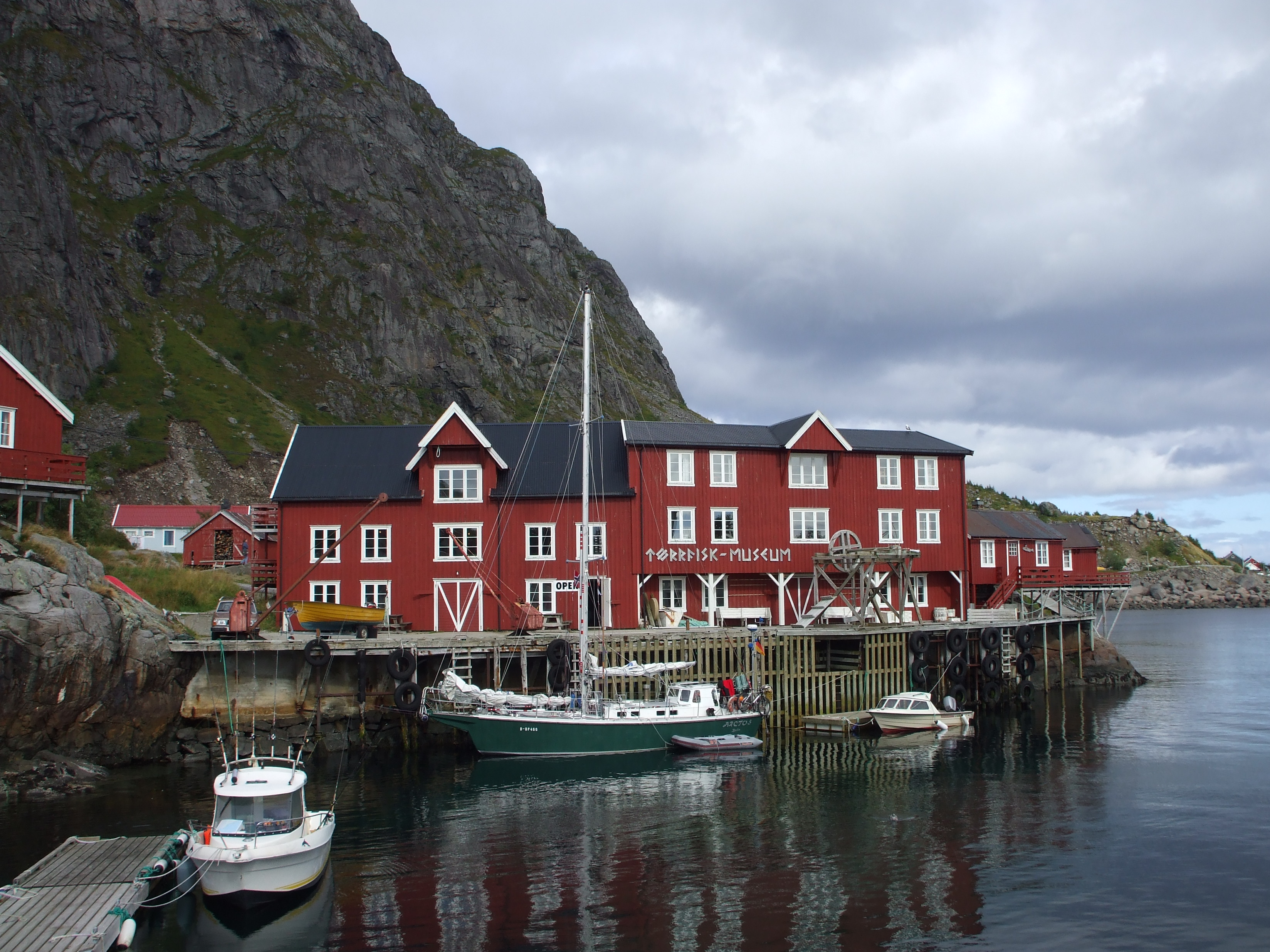
Tørrfiskmuseet iモスケネスのÅ村 2007
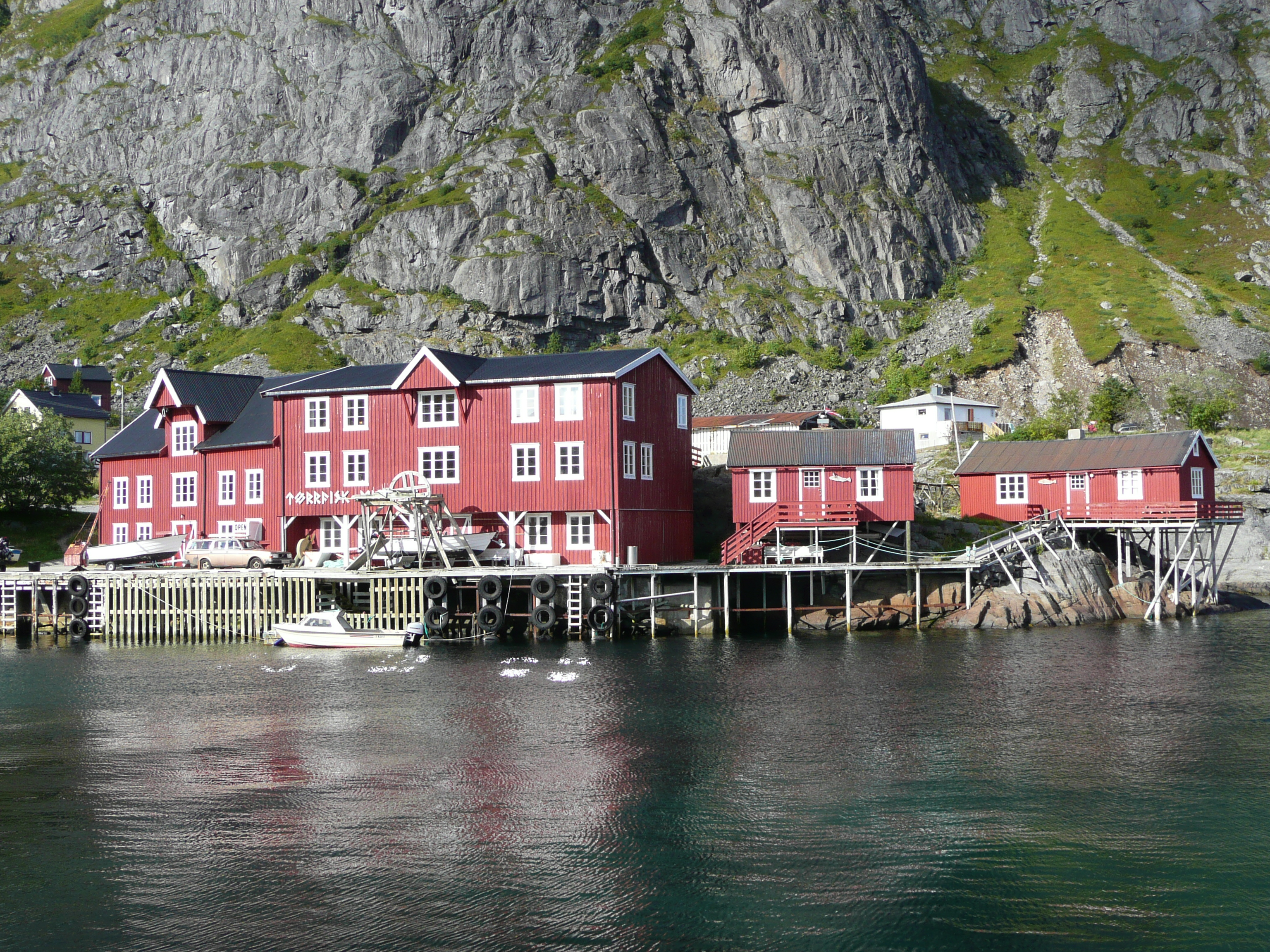
干し魚博物館 2007